# 花田真人
花田 真人（はなだ まさと、1977年10月25日 - ）は、福岡県福岡市東区出身の元プロ野球選手（投手）。

## 来歴・人物

### プロ入り前
1995年の第77回全国高等学校野球選手権大会大会で、柳川高等学校のエースとして活躍。1回戦2回戦共に自責点0で完投している。3回戦で敦賀気比高相手に延長15回途中まで投げて、自責点1で敗北を喫した。大会後、高校野球日本代表に選出された。
その後、中央大学法学部に進学。1999年春季リーグで活躍し、2部最優秀投手となる。バッテリーを組んだ阿部慎之助とともに、中央大学11年ぶりの東都大学リーグ1部昇格となる原動力となった。リーグ2部通算16勝5敗、1部通算1勝7敗。同年のドラフトで5位指名を受け、ヤクルトスワローズに入団した。

### プロ入り後
2002年、中継ぎ投手ながら自らが三塁打を打つ活躍を見せ、プロ初勝利を挙げる。2003年には故障などで不安定な投球の続く先発投手陣が多い中、中継ぎで活躍を見せたため先発に昇格。6度の先発で5-6回を無難にまとめていたが、自らも腰痛でリタイアとなった。以後2004年まで目立った活躍は無かった。
2005年に一軍に定着し、40試合に登板した。続く2006年には投球術に格段の進歩を見せ、落ち着いたマウンドさばきでセットアッパーとして勝ち試合の投手リレーを支えた。自己最多の51試合に登板して4勝2敗・防御率3.33の好投を見せている。
2007年シーズン序盤は不振にあえぎ5月半ばに登録抹消。二軍でも不調だったが、一軍の投手陣も火の車で7月28日に再登録。8月8日の横浜ベイスターズ戦では9回表2死から4番手で登板し、木村昇吾を空振り三振に抑えてプロ初セーブを記録した。3日後の8月11日には早くも2セーブ目を挙げると、8月14日には6回裏1死満塁の場面で登板すると併殺打で抑えシーズン初勝利を挙げている。
2009年10月26日、戦力外通告を受け引退を表明。シーズン最終戦となる10月12日の読売ジャイアンツ戦（明治神宮野球場）が引退登板となり、7回表から登板。脇谷亮太を二ゴロに打ち取りマウンドを降りる。降板する際は中央大の1年後輩の巨人・阿部慎之助から花束を渡され、男泣きした。試合後には同じく引退する城石憲之と共に引退セレモニーが催された。

### 現役引退後
引退後の2010年からはヤクルト本社で勤務していた。
2017年より、母校・中央大学の臨時投手コーチに就任。
2019年11月27日に放送された『じゅん散歩』（テレビ朝日）に、汐留をテーマにした回に出演した。

## 詳細情報

### 年度別投手成績
| 年 度      | 球 団      | 登 板 | 先 発 | 完 投 | 完 封 | 無 四 球 | 勝 利 | 敗 戦 | セ 丨 ブ | ホ 丨 ル ド | 勝 率 | 打 者 | 投 球 回 | 被 安 打 | 被 本 塁 打 | 与 四 球 | 敬 遠 | 与 死 球 | 奪 三 振 | 暴 投 | ボ 丨 ク | 失 点 | 自 責 点 | 防 御 率 | W H I P |
| ---------- | ---------- | ----- | ----- | ----- | ----- | -------- | ----- | ----- | -------- | ----------- | ----- | ----- | -------- | -------- | ----------- | -------- | ----- | -------- | -------- | ----- | -------- | ----- | -------- | -------- | ------- |
| 2000       | ヤクルト   | 5     | 0     | 0     | 0     | 0        | 0     | 0     | 0        | --          | ----  | 24    | 4.2      | 8        | 0           | 3        | 0     | 0        | 5        | 1     | 0        | 4     | 3        | 5.79     | 2.36    |
| 2001       | ヤクルト   | 4     | 0     | 0     | 0     | 0        | 0     | 0     | 0        | --          | ----  | 22    | 5.1      | 4        | 0           | 1        | 0     | 1        | 2        | 1     | 0        | 2     | 1        | 1.69     | 0.94    |
| 2002       | ヤクルト   | 22    | 1     | 0     | 0     | 0        | 1     | 0     | 0        | --          | 1.000 | 145   | 34.1     | 30       | 7           | 14       | 1     | 0        | 36       | 0     | 0        | 15    | 15       | 3.93     | 1.28    |
| 2003       | ヤクルト   | 21    | 6     | 0     | 0     | 0        | 3     | 1     | 0        | --          | .750  | 227   | 53.1     | 51       | 7           | 15       | 2     | 1        | 43       | 5     | 0        | 23    | 21       | 3.54     | 1.24    |
| 2004       | ヤクルト   | 5     | 0     | 0     | 0     | 0        | 0     | 0     | 0        | --          | ----  | 40    | 7.2      | 15       | 4           | 2        | 0     | 2        | 5        | 1     | 0        | 11    | 11       | 12.91    | 2.22    |
| 2005       | ヤクルト   | 40    | 0     | 0     | 0     | 0        | 0     | 1     | 0        | 3           | .000  | 197   | 49.2     | 45       | 7           | 9        | 0     | 2        | 30       | 0     | 0        | 21    | 21       | 3.81     | 1.09    |
| 2006       | ヤクルト   | 51    | 0     | 0     | 0     | 0        | 4     | 2     | 0        | 14          | .667  | 232   | 54.0     | 65       | 9           | 6        | 1     | 0        | 43       | 3     | 0        | 29    | 20       | 3.33     | 1.31    |
| 2007       | ヤクルト   | 41    | 0     | 0     | 0     | 0        | 2     | 2     | 2        | 2           | .500  | 217   | 50.2     | 49       | 6           | 17       | 3     | 0        | 43       | 1     | 0        | 29    | 27       | 4.80     | 1.30    |
| 2008       | ヤクルト   | 23    | 0     | 0     | 0     | 0        | 0     | 1     | 0        | 2           | .000  | 105   | 24.2     | 30       | 3           | 5        | 0     | 0        | 15       | 2     | 0        | 12    | 12       | 4.38     | 1.42    |
| 2009       | ヤクルト   | 3     | 0     | 0     | 0     | 0        | 0     | 0     | 0        | 0           | ----  | 10    | 2.1      | 3        | 1           | 0        | 0     | 0        | 3        | 0     | 0        | 2     | 2        | 7.71     | 1.29    |
| 通算：10年 | 通算：10年 | 215   | 7     | 0     | 0     | 0        | 10    | 7     | 2        | 21          | .588  | 1219  | 286.2    | 300      | 44          | 72       | 7     | 6        | 225      | 14    | 0        | 148   | 133      | 4.18     | 1.30    |

### 記録
投手記録
- 初登板：2000年5月27日、対阪神タイガース8回戦（千葉マリンスタジアム）、9回表に3番手で救援登板・完了、1回無失点
- 初奪三振：同上、9回表に新庄剛志から
- 初勝利：2002年8月10日、対横浜ベイスターズ18回戦（明治神宮野球場）、4回表2死に2番手で救援登板、3回1/3を無失点
- 初先発登板：2002年10月17日、対広島東洋カープ28回戦（明治神宮野球場）、6回1失点
- 初先発勝利：2003年5月4日、対阪神タイガース8回戦（阪神甲子園球場）、5回2失点
- 初ホールド：2005年8月30日、対読売ジャイアンツ15回戦（大阪ドーム）、8回裏1死に4番手で救援登板、2/3回無失点
- 初セーブ：2007年8月8日、対横浜ベイスターズ9回戦（明治神宮野球場）、9回表2死に4番手で救援登板・完了、1/3回無失点

打撃記録
- 初安打・初打点：2002年8月10日、対横浜ベイスターズ18回戦（明治神宮野球場）、4回裏に杉本友から右翼へ2点適時三塁打

### 背番号
- 24 （2000年 - 2009年）